# Richard Jones (Stereophonics)
Richard Jones (ur. 23 maja 1974) – walijski muzyk, basista i wokalista wspierający rockowego zespołu Stereophonics.